# Monumento à Madre Teresa
O Monumento a Madre Teresa é uma obra de arte pública do artista Guatam Pal. Ele está localizado no lado oeste da Capela de Santa Joana d'Arc no campus da Universidade Marquette, no centro de Milwaukee, Wisconsin. A escultura retrata a Madre Teresa vestida com um sári e segurando um bebé. A escultura comemora a visita de Madre Teresa em 1981 a Marquette, quando ela recebeu o Prémio Pere Marquette Discovery. A escultura foi inaugurada em 6 de outubro de 2009 como parte de uma celebração do "Centenário das Mulheres em Marquette".